# Curling en silla de ruedas
El curling en silla de ruedas es un deporte derivado del curling, practicado por personas con discapacidad física. Está regulado por la Federación Mundial de Curling. Forma parte del programa paralímpico desde la edición de Turín 2006.